# Джек Фрост (фильм, 1998)
Джек Фрост (англ. Jack Frost) — американский фильм-сказка режиссёра Троя Миллера. Главные роли исполнили Майкл Китон и Келли Престон.

## Сюжет
Рок-музыкант Джек Фрост, поющий в собственной рок-группе, из-за карьеры часто не может найти время на свою жену Гэбби и сына Чарли. Однажды он не выполнил обещания прийти на хоккейный матч сына, отправившись вместо этого на концерт. В качестве извинения он на следующий день лепит с сыном снеговика, а затем дарит Чарли свою любимую губную гармошку, в шутку назвав её волшебной. Позднее он отправляет Гэбби и Чарли в их семейную горную хижину, а сам собирается ехать на запись нового сингла, но затем передумывает и решает ехать к семье. Его лучший друг и клавишник Мак МакГивенс даёт ему свою машину, однако по пути Джек попадает в сильную снежную бурю и, потеряв ориентацию и управление, насмерть разбивается.
Проходит год. Чарли находится в сильной депрессии из-за смерти отца и поэтому завязал с хоккеем и порвал отношения с друзьями. Гэбби и Мак пытаются его поддерживать, но это слабо помогает. В один день Чарли лепит во дворе их дома нового снеговика, немного похожего на Джека, а затем начинает играть на подаренной им гармошке. Внезапно та действительно оказывается волшебной, и дух Джека возвращается с того света, вселившись в слепленного Чарли снеговика. Поначалу Джек не осознаёт своё новое состояние и пытается пройти в дом, но вместо этого ненароком пугает сына, а затем видит в окне свое отражение. Понемногу привыкнув к новому телу, на следующий день Джек спасает Чарли от банды хулиганов, а затем доказывает ему свою личность, назвав его прозвищем, которым всегда его называл. Чарли приходит в восторг, что отец к нему вернулся.
Джек и Чарли заново строят семейные отношения, и теперь Джек наконец может научить Чарли тем ценностям, которым не успел в человеческой ипостаси. Однако им приходится от всех скрывать его статус, в том числе от Гэбби, которая начала понемногу приходить в себя и встречаться с Маком. Благодаря тренировкам с отцом Чарли возвращается в хоккейный команду и становится их лучшим игроком.
Дело начинает усложняться, когда погода теплеет, и Джек начинает постепенно таять и умирать. Тем не менее, ему удаётся проникнуть в школу Чарли и посмотреть на его триумфальную победу в хоккейном матче. После этого Чарли, видя состояние отца, решает срочно везти его в горную хижину. Ради этого он наконец раскрывает матери секрет, но она не воспринимает его всерьёз, приняв это за бред на почве скорби. Внезапно Чарли и Джеку помогает Рори, лидер банды хулиганов, который тоже когда-то остался без отца (только не через смерть, а через уход). Он вместе с Чарли поднимает Джека на грузовик, едущий в горы, и Джек спасён. Из хижины он звонит Гэбби и просит забрать Чарли на следующий день. Гэбби узнаёт голос мужа и наконец убеждается в словах сына.
На следующий день, в Рождество, Джек благодарит Чарли за второй шанс быть его отцом и просит отпустить его на тот свет. Чарли не готов снова потерять отца, но Джек его переубеждает. Приезжает Гэбби, и Джек ненадолго возвращается в свой человеческий облик, чтобы попрощаться с ними обоими, после чего возвращается на небеса.
Проходит время. Чарли играет на улице со своими друзьями (в число которых теперь вошёл Рори), а во дворах всех домов города стоят снеговики.

## В ролях
- Майкл Китон — Джек Фрост
- Келли Престон — Гэбби Фрост
- Джозеф Кросс — Чарли Фрост
- Марк Эдди — Мак МакГивенс
- Эндрю Лоуренс  — Так
- Эли Мариентал  —  Спенсер
- Уилл Ротхаар —  Деннис
- Мика Бурем —  Нтали
- Генри Роллинз —  Сид Гроник
- Стиви Рэй Вон —  камео